# Bregmaceros nectabanus
Bregmaceros nectabanus is een straalvinnige vissensoort uit de familie van doornkabeljauwen (Bregmacerotidae). De wetenschappelijke naam van de soort is voor het eerst geldig gepubliceerd in 1941 door Whitley.